# Myron Fohr
Myron William Fohr, con in seguito l'aggiunta dell'appellativo di Sr (Milwaukee, 17 giugno 1912 – Milwaukee, 14 gennaio 1994), è stato un pilota automobilistico statunitense.
Partecipò alla 500 Miglia di Indianapolis nelle edizioni 1949 e 1950, classificandosi rispettivamente quarto ed undicesimo a fine gara.
Tra il 1950 e il 1960 la 500 Miglia faceva parte del Campionato mondiale di Formula 1, per questo motivo Fohr ha all'attivo anche 1 Gran Premio in F1.

## Risultati in Formula 1
| 1950 | Scuderia              | Vettura  |  |  |    |  |  |  |  | Punti | Pos. |
| ---- | --------------------- | -------- |  |  | -- |  |  |  |  | ----- | ---- |
| 1950 | Bardahl/Carl Marchese | Marchese |  |  | 11 |  |  |  |  | 0     |      |

| Legenda | 1º posto     | 2º posto | 3º posto    | A punti         | Senza punti/Non class.  | Grassetto – Pole position Corsivo – Giro più veloce |
| Legenda | Squalificato | Ritirato | Non partito | Non qualificato | Solo prove/Terzo pilota | Grassetto – Pole position Corsivo – Giro più veloce |